# Jugoslávské královské letectvo
Jugoslávské královské letectvo (srbochorvatsky Jugoslovensko kraljevsko ratno vazduhoplovstvo, cyr. Југословенско краљевско ратно ваздухопловство) byla letecká složka jugoslávské královské armády (samotné pozemní síly Království Jugoslávie). Vzniklo v roce 1918 a existovalo až do roku 1941 do invaze do Jugoslávie během druhé světové války.
Asi 18 letadel a několik stovek členů letectva uniklo v dubnu 1941 před invazí vojsk Osy na spojeneckou základnu v Egyptě. Nakonec létaly u Royal Air Force v severní Africe a poté u balkánského letectva v Itálii a Jugoslávii, přičemž někteří se dokonce připojili k sovětskému letectvu a vrátili se do Jugoslávie v roce 1944.
Německo poskytlo ukořistěná letadla jugoslávského královského letectva a náhradní díly Rumunsku, Bulharsku, Finsku a nově vytvořenému nezávislému státu Chorvatsko.

## Historie

### Původ a vznik

Znak v letech 1918-29

Jugoslávské královské letectvo se vyvinulo z Velitelství srbského letectva, které vzniklo 24. prosince 1912 a bylo aktivní během balkánských válek v letech 1912–1913. Během první světové války působilo malé srbské letecké velitelství zpočátku na podporu Královské srbské armády a její obranu země proti koordinovaným útokům Rakouska-Uherska. Po počátečních srbských úspěších v roce 1915 ústřední mocnosti donutily srbskou armádu stáhnout se do Albánie, kde byly přeživší složky armády evakuovány. Srbští letci byli začleněni do francouzských letek, aby podpořili spojenecké síly vedené Francouzi, které se tlačily na sever od Soluně, a ke konci války byly znovu zavedeny samostatné srbské letky. Po skončení 1. světové války se v roce 1919 jihoslovanské národy rozhodly vytvořit novou zemi, Království Srbů, Chorvatů a Slovinců, a stávající srbský letecký sbor se stal základem vojenské letecké služby nového státu. Náčelníkem začínajícího letectva byl bývalý náčelník rakousko-uherských císařských a královských leteckých sborů Emil Uzelac.

## Inventář

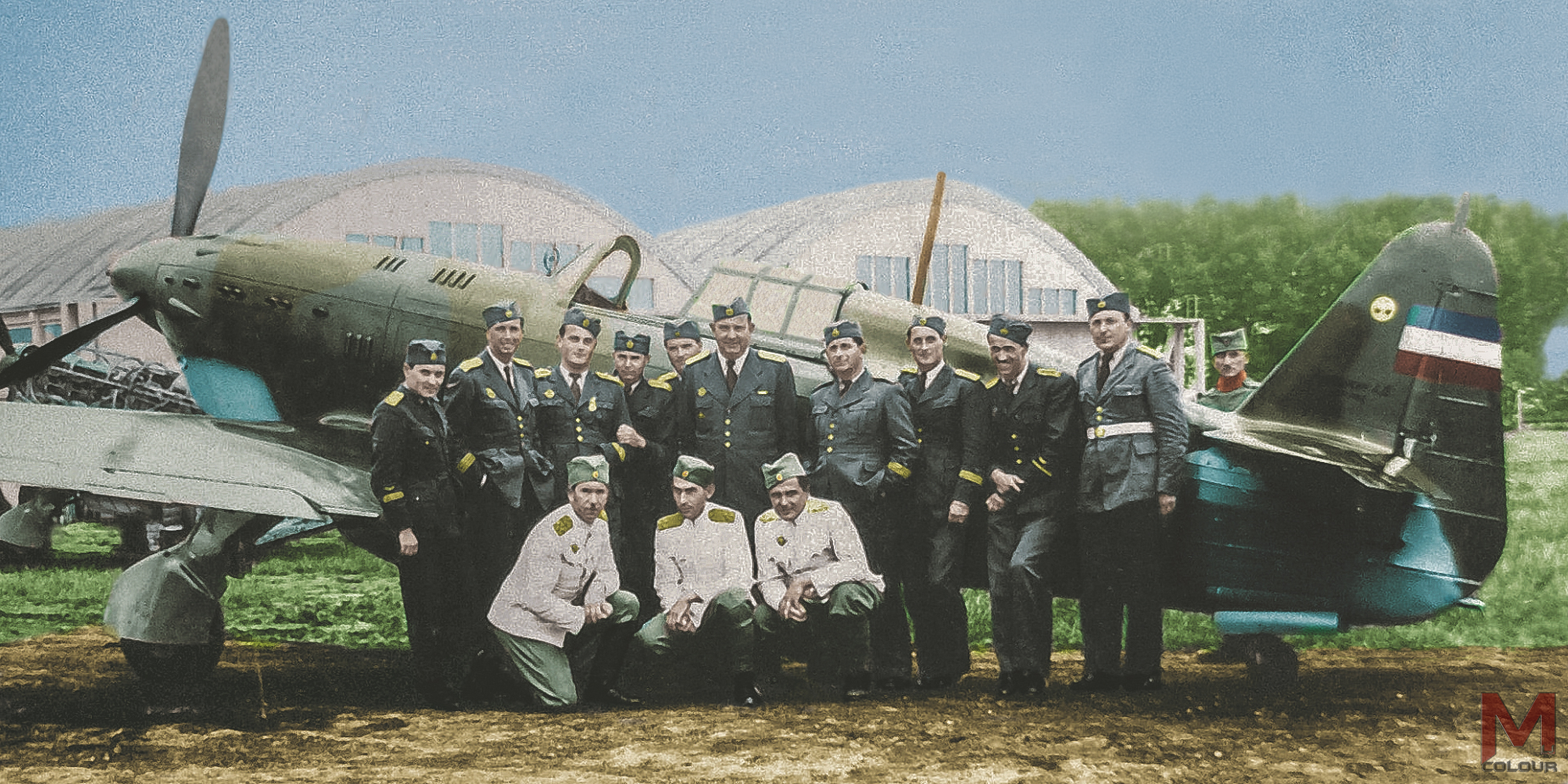
Piloti 51. skupiny 6. leteckého pluku před stíhačkou IK-3

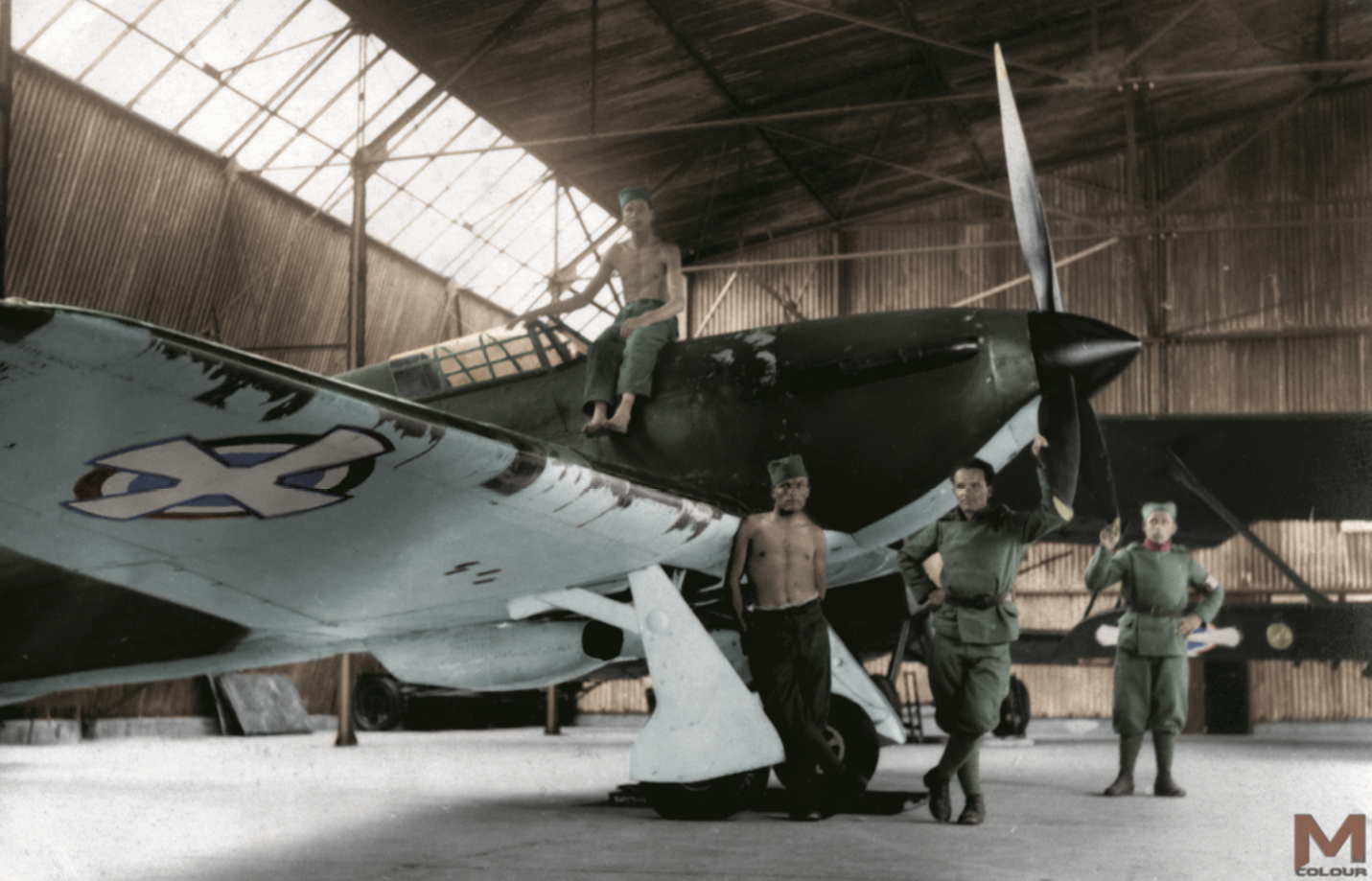
Jugoslávský Hurricane v hangáru

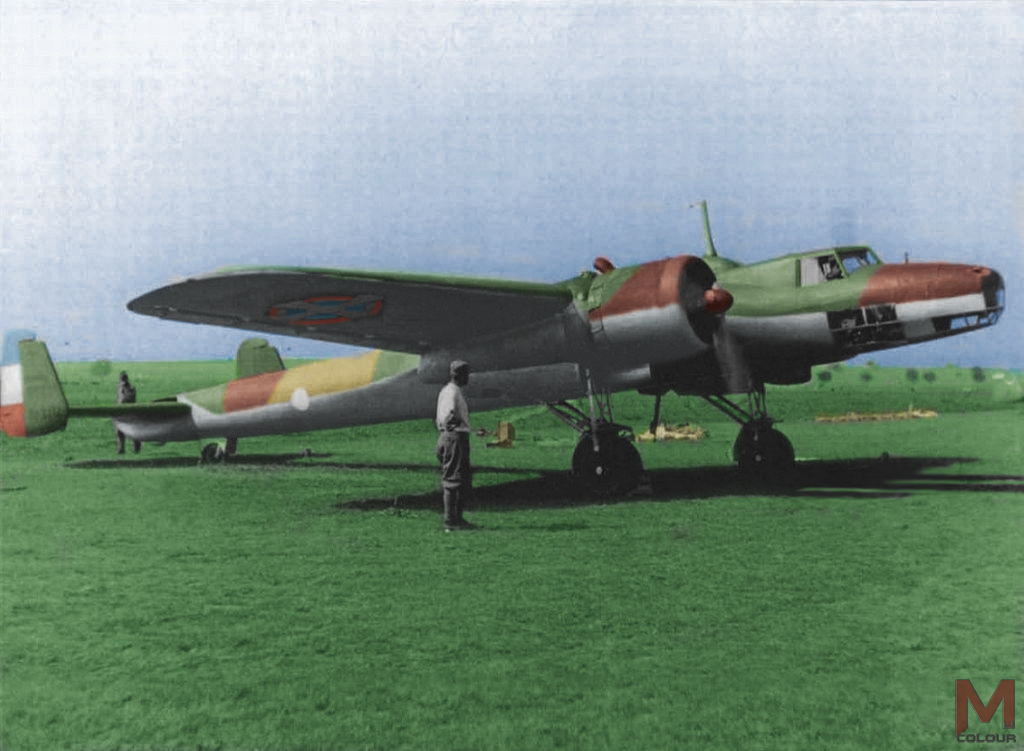
Jugoslávský bombardér Do 17K

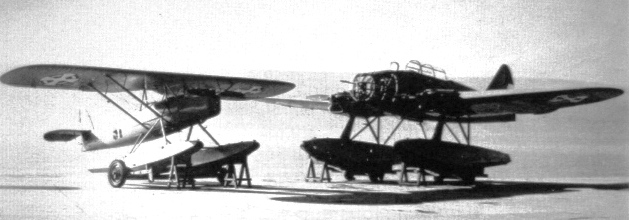
Plovákové letouny Rogožarski SIM-XII-H a SIM-XIV-H

### Letadla (duben 1941)
| Letadlo                  | Počet | Role                      | Původ                                |
| ------------------------ | ----- | ------------------------- | ------------------------------------ |
| Messerschmitt Bf 109E-3a | 61    | Stíhací                   | Německá říše                         |
| Hawker Hurricane Mk.I    | 47    | Stíhací                   | Spojené království                   |
| Hawker Fury Mk.II        | 30    | Stíhací                   | Spojené království                   |
| Avia BH-33               | 5     | Stíhací-cvičný            | Československo                       |
| Ikarus IK-2              | 10    | Stíhací                   | Království Srbů, Chorvatů a Slovinců |
| Rogožarski IK-3          | 11    | Stíhací                   | Království Srbů, Chorvatů a Slovinců |
| Potez 630                | 2     | Stíhací                   | Francie                              |
| Dornier Do 17K           | 69    | Bombardér                 | Německá říše                         |
| Bristol Blenheim Mk.I    | 50    | Bombardér                 | Spojené království                   |
| Bristol Blenheim Mk.I    | 11    | Průzkumný                 | Spojené království                   |
| Savoia-Marchetti SM.79   | 42    | Bombardér                 | Italské království                   |
| Caproni Ca.310           | 12    | Cvičný/Spojovací          | Italské království                   |
| Messerschmitt Bf 108     | 13    | Cvičný/Spojovací          | Německá říše                         |
| Breguet 19               | 120   | Průzkumný/Spojovací       | Francie                              |
| Potez 25                 | 120   | Průzkumný/Spojovací       | Francie                              |
| Fieseler Fi 156          | 22    | Spojovací                 | Německá říše                         |
| Bücker Bü 131 Jungmann   | 60    | Cvičný                    | Německá říše                         |
| Dornier Do 16 Wal        | 10    | Námořní průzkumný/návnada | Německá říše                         |
| Dornier Do 22            | 12    | Námořní průzkum/Bombardér | Německá říše                         |
| Rogožarski SIM-XIV-H     | 15    | Námořní průzkum           | Království Srbů, Chorvatů a Slovinců |
| Rogožarski SIM-XII-H     | 12    | Cvičný                    | Království Srbů, Chorvatů a Slovinců |
| Rogožarski SIM-Х         | 21    | Cvičný                    | Království Srbů, Chorvatů a Slovinců |
| Rogožarski PVT           | 64    | Cvičný                    | Království Srbů, Chorvatů a Slovinců |
| Rogožarski PVT-H         | 5     | Cvičný                    | Království Srbů, Chorvatů a Slovinců |
| Rogožarski R-100         | 25    | Stíhací-Cvičný            | Království Srbů, Chorvatů a Slovinců |
| Zmaj Fizir FN            | 20    | Cvičný                    | Království Srbů, Chorvatů a Slovinců |
| Zmaj Fizir FP-2          | 23    | Cvičný/Spojovací          | Království Srbů, Chorvatů a Slovinců |
| Avia-Fokker AF.39        | 2     | Transportní/Spojovací     | Československo                       |